# هابز ۷۰۱۲
سیارک ۷۰۱۲ (به انگلیسی: 7012 Hobbes، نامگذاری:1988CH2) هفت هزار و دوازدهمین سیارک کشف شده‌است که در ۱۱ فوریه ۱۹۸۸ کشف شد.
قدر مطلق سیارک برابر ۱۳٫۵۰ است.